# Bratmilovce
Bratmilovce (izvirno srbsko Братмиловце) je naselje v Srbiji, ki upravno spada pod Mesto Leskovac; slednja pa je del Jablaniškega upravnega okraja.

## Demografija
V naselju, katerega izvirno (srbsko-cirilično) ime je Братмиловце, živi 2737 polnoletnih prebivalcev, pri čemer je njihova povprečna starost 37,1 let (36,6 pri moških in 37,7 pri ženskah). Naselje ima 1029 gospodinjstev, pri čemer je povprečno število članov na gospodinjstvo 3,43.
To naselje je, glede na rezultate popisa iz leta 2002, večinoma srbsko, a v času zadnjih 3 popisov je opazen porast števila prebivalcev.
|  |

| Demografija | Demografija     | Demografija     |
| Leto        | Št. prebivalcev | Št. prebivalcev |
| ----------- | --------------- | --------------- |
|             |                 |                 |
|             |                 |                 |
|             |                 |                 |
|             |                 |                 |
| 1948        | 649             |                 |
| 1953        | 719             |                 |
| 1961        | 1101            |                 |
| 1971        | 1990            |                 |
| 1981        | 2754            |                 |
| 1991        | 3364            | 3309            |
| 2002        | 3578            | 3531            |
|             |                 |                 |

| Etnična sestava po popisu iz leta 2002 | Etnična sestava po popisu iz leta 2002 | Etnična sestava po popisu iz leta 2002 | Etnična sestava po popisu iz leta 2002 | Etnična sestava po popisu iz leta 2002 |
| -------------------------------------- | -------------------------------------- | -------------------------------------- | -------------------------------------- | -------------------------------------- |
| Srbi                                   | Srbi                                   |                                        | 3.443                                  | 97,50%                                 |
| Romi                                   | Romi                                   |                                        | 24                                     | 0,67%                                  |
| Črnogorci                              | Črnogorci                              |                                        | 8                                      | 0,22%                                  |
| Makedonci                              | Makedonci                              |                                        | 6                                      | 0,16%                                  |
| Madžari                                | Madžari                                |                                        | 1                                      | 0,02%                                  |
| Bolgari                                | Bolgari                                |                                        | 1                                      | 0,02%                                  |
| Neznano                                | Neznano                                |                                        | 48                                     | 1,35%                                  |